# 라인하르트 자프티히
라인하르트 자프티히(Reinhard Saftig, 1952년 1월 23일, 우어스펠트 ~)는 독일의 축구 감독이다.
자프티히는 독일 분데스리가의 FC 바이에른 뮌헨, 보루시아 도르트문트, 하노버 96, VfL 보훔, 바이어 04 레버쿠젠의 감독직을 맡았다.

## 경력
그는 FC 바이에른 뮌헨 소속으로, 체르너이 팔을 대신하여 감독 대행을 맡으며, 감독계에 입문하였다. 자프티히는 45일간 (1983년 5월 17일 ~ 1983년 6월 30일) 뮌헨의 감독직을 맡았다.
그는 이후 보루시아 도르트문트를 1985-86 시즌 후반기를 앞두고 감독직을 맡게 되었다. 도르트문트는 이 시즌 2 분데스리가의 포르투나 쾰른과 3차례 치열한 강등 플레이오프를 치른 끝에 잔류를 확정지었다. 그다음 시즌, 도르트문트는 강력한 모습으로 탈바꿈하였고, 시즌을 4위로 마감하며 UEFA 컵 진출에 성공하였다.
1991년, 자프티히는 보루시아 도르트문트의 전 A-유소년팀 선수였던 마우리스 바나흐의 치명적인 교통사고 장소에 구조대가 오기 전에 왔었다. 바나흐는 유소년팀 시절 자프티히 아래에 있었다.
1992-93 시즌, 자프티히는 바이어 04 레버쿠젠의 감독직을 맡아, 팀을 DFB-포칼 결승에 올려놓았다. 그가 레버쿠젠에서 갑작스럽게 해임된 후, 레버쿠젠은 포칼 결승에서 헤르타 BSC 베를린의 리저브팀을 결승에서 꺾고 우승하였다.
1994년, 그는 터키 슈퍼리그의 코카엘리스포르 감독을 맡다가 갈라타사라이 SK의 감독직을 맡았다.
2005년 6월 22일, 자프티히는 아르미니아 빌레펠트의 상업 매니저가 되었다. 그 전에 그는 보루시아 도르트문트의 수석 스카우트로 활약하였었다.